# 甘塘镇
甘塘镇，是中华人民共和国贵州省黔南布依族苗族自治州都匀市一个已撤销的乡级行政区，2014年4月14日，贵州省人民政府批复同意都匀市部分乡镇行政区划调整，撤销甘塘镇，将其所辖的的绿茵湖村、邦水村、文明村、胡广村、林荫村、甘塘社区划归绿茵湖街道。